# Mary Jo Kopechne
Mary Jo Kopechne, född 26 juli 1940 i Forty Fort, Pennsylvania, död 19 juli 1969 på Chappaquiddick i Massachusetts, var en amerikansk lärare och sekreterare åt senator Robert Kennedy.
På kvällen den 18 juli 1969 hade Edward Kennedy och Kopechne varit på en fest på Chappaquiddick Island. Kennedy erbjöd sig att skjutsa Kopechne till hennes motell i närheten. På vägen från festen åkte de strax efter midnatt (den 19 juli) över en liten bro, Dike Bridge, och bilen körde genom räcket och ner i dammen Poucha Pond och hamnade på taket. Kennedy tog sig ur bilen, men Kopechne omkom genom kvävning. Kennedy underlät att anmäla olyckan, vilket bland annat ledde till att han aldrig kom att nomineras till presidentkandidat.
I sin roman Mörkt vatten (1992; svensk översättning 2007) skildrar Joyce Carol Oates dramat utifrån Kopechnes, i boken kallad Kelly Kelleher, synvinkel.

## Bilder

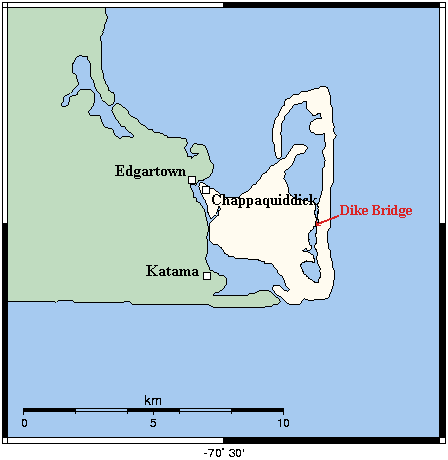
Karta över Chappaquiddick Island med Dike Bridge utmärkt.
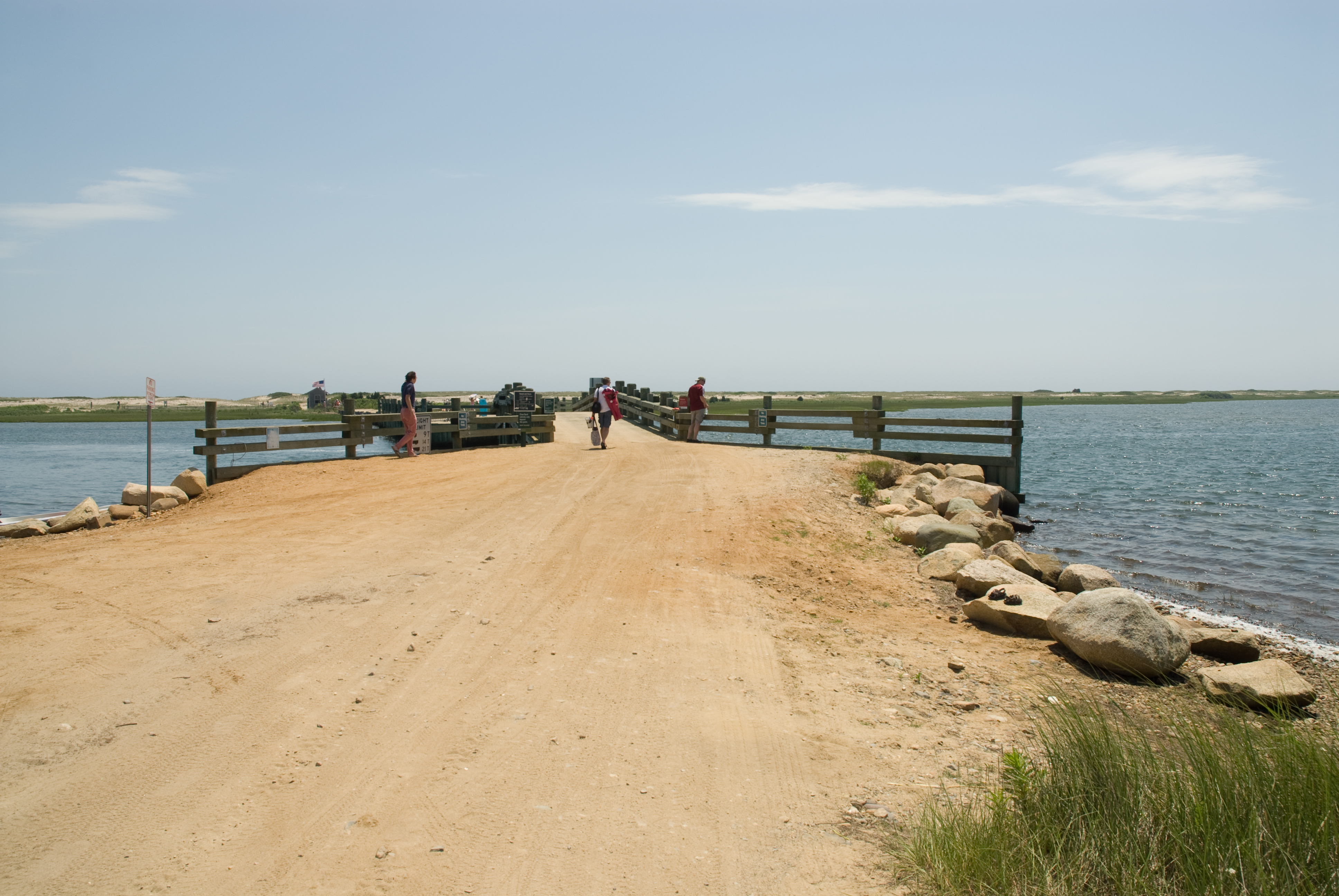
Dike Road och Dike Bridge (2008).